# Вулиця Вітряна (Львів)
Вулиця Вітряна — вулиця у Залізничному районі міста Львова, у місцевості Скнилівок. Сполучає вулиці Кульпарківську та Симона Петлюри.
Вулиця виникла на початку XX століття у складі передміського селища Скнилівок. Після приєднання селища міста у 1952 році, вулиці колишнього селища були перейменовані або ж новоутвореним вулицям надавалися певні назви. Так, у 1958 році вулиця отримала сучасну назву Вітряна.
Забудована одноповерховими будинками 1950-х років у стилі конструктивізму та сучасними садибами.